# Альбрехт Діжон фон Монтетон
Барон Альбрехт Діжон фон Монтетон (нім. Albrecht Baron Digeon von Monteton; 8 грудня 1887, Бернбург — 3 лютого 1946, Рига) — німецький воєначальник, генерал-лейтенант вермахту. Кавалер Німецького хреста в золоті.

## Біографія
Син генерал-лейтенанта барона Антона Діжона фон Монтетона, молодший брат генерал-майора барона Константіна Діжона фон Монтетона. В 1911 році поступив на службу в Прусську армію. Учасник Першої світової війни. Після демобілізації армії залишений у рейхсвері.
В 1939 році призначений командиром 167-го піхотного полку 86-ї піхотної дивізії. З 10 травня по 9 липня 1942 року — командир 342-ї піхотної дивізії. З 10 вересня 1942 по 5 вересня 1944 року — командир 391-ї навчально-польової дивізії (з 23 березня 1944 року — 391-ша охоронна дивізія). З 5 вересня 1944 року — командир 52-ї охоронної дивізії (з 1 жовтня — 52-га піхотна дивізія). З квітня 1945 року — одночасно комендант фортеці Лібау. В травні 1945 року разом із рештками дивізії потрапив у радянський полон. 3 лютого 1946 року був засуджений до страти за звинуваченням у «підпалах сіл, грабунку і викраденні населення, а також у звірствах, актах насильства і жорстокому поводженні з військовополоненими» і того ж дня повішений.

## Звання
- Однорічний доброволець (1 жовтня 1911)
- Фенріх (19 червня 1912)
- Лейтенант (18 лютого 1913)
- Оберлейтенант (6 червня 1916)
- Ротмістр (1 березня 1923)
- Майор (1 червня 1933)
- Оберстлейтенант (1 січня 1936)
- Оберст (1 червня 1938)
- Генерал-майор (1 квітня 1942)
- Генерал-лейтенант (1 червня 1943)

## Нагороди
- Залізний хрест 2-го і 1-го класу
- Хрест «За військові заслуги» (Брауншвейг) 2-го і 1-го класу
- Військовий Хрест Фрідріха (Ангальт)
- Нагрудний знак «За поранення» в чорному
- Почесний хрест ветерана війни з мечами
- Медаль «За вислугу років у Вермахті» 4-го, 3-го, 2-го і 1-го класу (25 років)
- Застібка до Залізного хреста 2-го і 1-го класу
- Німецький хрест в золоті (2 січня 1942)
- Медаль «За зимову кампанію на Сході 1941/42»
- Нарукавна стрічка «Курляндія»

## Вшанування пам'яті
У Падерборні є вулиця фон Монтетона (нім. Von-Monteton-Straße).